# 特例判事補
特例判事補（とくれいはんじほ）とは判事補の種類の一つ。

## 概要
判事補の職権の特例等に関する法律により、1948年7月12日以降において、法律専門家経験が5年以上の判事補の中から、最高裁判所が指名することによって、判事と同等の権限を有する判事補を特例判事補と呼ぶ。
経験が不足している判事補が本来は単独審を行うことは認められず、合議体に2人同時に加わることや裁判長になることはできず、司法行政に関わる裁判官会議の構成員ではない。
しかし、特例判事補は名前の通り特例的に判事として扱われ、単独審を担当することが認められ、合議体に2人同時に加わることや裁判長になることもでき、司法行政に関わる裁判官会議の構成員である。
1948年7月12日から1957年4月30日までは地方裁判所又は家庭裁判所に配属されている判事が地方裁判所判事職務や家庭裁判所判事職務を行うことができるだけだったが、1957年5月1日以降は高等裁判所の裁判事務の取扱上特に必要がある時は、その高等裁判所の管轄区域内の地方裁判所又は家庭裁判所に配属されている特例判事補に高等裁判所判事職務を行わせることができるようになった。ただし、高等裁判所においては特例判事補が合議体に2人以上加わったり裁判長になることはできない。
なお、特例判事補はあくまで職権において判事と同等という制度であるに留まり、給与形態については裁判官報酬法により、判事と判事補は異なる区分となっており、特例判事補であっても判事補としての裁判官報酬となっている。
終戦直後に判事の欠員が多かったことから制度が導入された。2001年時点でも「支部を含めた全国の裁判所で円滑に裁判を行うために不可欠な制度」という最高裁幹部の声もあり、判事不足のために地裁や家裁の裁判官の約半数が特例判事補で賄われているという実情がある。
一方で、特例判事補制度について司法制度改革審議会で「6年目から一人前という扱いは早すぎる」という批判等がある。
最高裁は特例判事補制度の改革を検討し、ドイツやフランスでは任官直後でも裁判官の権限が制限されていないことや「廃止は事件処理に大きな支障を来し、現実的ではないが、経験の豊かさは重要」として特例になる年限は現任のままにし、単独で事件にあたる年限を1、2年に延ばす方針を2001年2月18日に決定した。
2010年3月時点で最高裁事務総局によると、東京、大阪、名古屋という都市部の地裁本庁で判事補任官7年目又は8年目から特例判事補とする目標はほぼ達成されたが、地方の地裁本庁や支部等では判事補任官6年目又は7年目の者を含む特例判事補によって単独訴訟事件の処理を支えているとしている。